# PKP ED250 sorozat
A PKP ED250 sorozat egy lengyel nagysebességű villamos motorvonat sorozat. A vonatok a Pendolino termékcsaládba tartoznak, 250 km/h maximális sebességet érnek el, és 2014. december 14. óta Express InterCity Premium néven közlekednek menetrend szerinti forgalomban Lengyelországban.

## Története
A PKP Intercity és az Alstom között 2011 májusában írták alá a 20 vonat szállítására vonatkozó szerződést, a járművek beszerzésének összköltsége 420 millió euró volt. A beszerzés lehetővé tételéhez az Európai Unió Kohéziós Alapjából 93 millió eurót biztosítottak.
Az első vonatot 2013. augusztus 12-én mutatták be a nagyközönségnek Wrocław Główny állomáson. A vonat belsejét és vezetőfülkéjét is meg lehetett tekinteni. Az eseményen mintegy 4000 ember vett részt, akik közül néhányan nagy távolságból utaztak, és akár egy órás várakozási időt is vállaltak. A nagy érdeklődésre való tekintettel a vonat tartózkodási idejét 90 perccel meghosszabbították. A vonaton jelen volt Grzegorz Schetyna, a parlament akkori elnöke, valamint Sławomir Nowak akkori közlekedési miniszter is.
A Pendolino különböző tesztfutásokon esett át. A jóváhagyáshoz a kapcsolódó ETR 600 és ETR 610 vonatokkal végzett tesztfutások eredményeit lehetett felhasználni, mindazonáltal a jóváhagyáshoz 250 km/h-s nagysebességű tesztekre volt szükség, amelyek során legalább 275 km/h-t kellett elérni. Ezeket a nagysebességű teszteket a Grodzisk Mazowiecki–Zawiercie-vasútvonal (CMK) Varsó és Krakkó közötti szakaszán végezték el, amelyek során 293 km/h-val új sebességrekordot állítottak fel a vasúti járművek számára lengyel földön.
A vonatokat 17 éven keresztül az Alstom tartja majd karban a Varsó melletti Grochówban újonnan épített depóban. 2014. december 14. óta az ED250-es menetrend szerinti forgalomban közlekedik. A CMK-n eléri a 200 km/h sebességet.